# Italië op het Eurovisiesongfestival 1958
Italië deed mee aan het Eurovisiesongfestival 1958. Het was de derde deelname van het land.

## Festival van San Remo 1958
De Italiaanse openbare omroep RAI koos een artiest via het Festival van San Remo. Domenico Modugno was de gelukkige, hij mocht met het lied Nel blu dipinto di blu Italië vertegenwoordigen op het derde Eurovisiesongfestival in Hilversum, Nederland.

## In Hilversum
Italië trad als eerste aan. De Italiaanse inzending werd niet volledig ontvangen in sommige andere landen, waardoor, nadat alle andere liedjes gezongen waren, Domenico Modugno zijn inzending gedeeltelijk opnieuw moest zingen. Modugno kreeg dertien punten voor zijn lied, goed voor de derde plaats.
Nel blu dipinto di blu groeide onder de titel Volare uit tot een van de grootste wereldhits aller tijden. Het lied werd erg succesvol in de Verenigde Staten, het bereikte de #1 positie in de Billboard Hot 100, werd single van het jaar en won twee Grammy Awards.
België · Denemarken · Frankrijk · Italië · Luxemburg · Nederland · Oostenrijk · West-Duitsland · Zwitserland · Zweden
1956 · 1957 · 1958 · 1959 · 1960 · 1961 · 1962 · 1963 · 1964 · 1965 · 1966 · 1967 · 1968 · 1969 · 1970 · 1971 · 1972 · 1973 · 1974 · 1975 · 1976 · 1977 · 1978 · 1979 · 1980 · 1981-1982 · 1983 · 1984 · 1985 · 1986 · 1987 · 1988 · 1989 · 1990 · 1991 · 1992 · 1993 · 1994-1996 · 1997 · 1998-2010 · 2011 · 2012 · 2013 · 2014 · 2015 · 2016 · 2017 · 2018 · 2019 · 2020 · 2021 · 2022 · 2023 · 2024 · 2025